# Check-out
Check-out é o procedimento usado pelas agências de viagens e pela rede hoteleira para identificar a saída de um hóspede de um hotel. Abrange a desocupação do quarto pelo hóspede; a verificação, por parte do hotel, das acomodações e das instalações utilizadas pelo hóspede, bem como do consumo do frigobar ou geladeira; a emissão da nota de despesas a serem pagas pelo hóspede; o relatório de algum dano eventualmente por ele causado para posterior ressarcimento; e a devolução das chaves pelo hóspede.